# Monacos Grand Prix 1989
Monacos Grand Prix 1989 var det tredje av 16 lopp ingående i formel 1-VM 1989.

## Resultat
1. Ayrton Senna, McLaren-Honda, 9 poäng
2. Alain Prost, McLaren-Honda, 6
3. Stefano Modena, Brabham-Judd, 4
4. Alex Caffi, BMS Scuderia Italia (Dallara-Ford), 3
5. Michele Alboreto, Tyrrell-Ford, 2
6. Martin Brundle, Brabham-Judd, 1
7. Eddie Cheever, Arrows-Ford
8. Alessandro Nannini, Benetton-Ford
9. Jonathan Palmer, Tyrrell-Ford
10. Thierry Boutsen, Williams-Renault
11. Ivan Capelli, March-Judd
12. Rene Arnoux, Ligier-Ford
13. Andrea de Cesaris, BMS Scuderia Italia (Dallara-Ford)
14. Johnny Herbert, Benetton-Ford
15. Riccardo Patrese, Williams-Renault

### Förare som bröt loppet
- Luis Pérez Sala, Minardi-Ford (varv 48, överhettning)
- Gabriele Tarquini, AGS-Ford (46, elsystem)
- Roberto Moreno, Coloni-Ford (44, växellåda)
- Philippe Alliot, Larrousse (Lola-Lamborghini) (38, motor)
- Mauricio Gugelmin, March-Judd (36, motor)
- Nelson Piquet, Lotus-Judd (32, kollision)
- Nigel Mansell, Ferrari (30, växellåda)
- Pierre-Henri Raphanel, Coloni-Ford (19, växellåda)
- Olivier Grouillard, Ligier-Ford (4, växellåda)
- Pierluigi Martini, Minardi-Ford (3, koppling)
- Derek Warwick, Arrows-Ford (2, elsystem)

### Förare som ej kvalificerade sig
- Christian Danner, Rial-Ford
- Yannick Dalmas, Larrousse (Lola-Lamborghini)
- Satoru Nakajima, Lotus-Judd

### Förare som ej förkvalificerade sig
- Piercarlo Ghinzani, Osella-Ford
- Stefan "Lill-Lövis" Johansson, Onyx-Ford
- Nicola Larini, Osella-Ford
- Bernd Schneider, Zakspeed-Yamaha
- Bertrand Gachot, Onyx-Ford
- Gregor Foitek, EuroBrun-Judd
- Volker Weidler, Rial-Ford
- Aguri Suzuki, Zakspeed-Yamaha
- Joachim Winkelhock, AGS-Ford

## VM-ställning
| Förarmästerskapet 1. Alain Prost, McLaren-Honda, 18 Ayrton Senna, McLaren-Honda, 18 2. Nigel Mansell, Ferrari, 9 | Konstruktörsmästerskapet 1. McLaren-Honda, 36 2. Ferrari, 9 3. Benetton-Ford, 8 |